# Aulacoderus mutatus
Aulacoderus mutatus is een keversoort uit de familie snoerhalskevers (Anthicidae). De wetenschappelijke naam van de soort is voor het eerst geldig gepubliceerd in 1870 door Gemminger.